# Нарушение Бамбо
«Нарушение Бамбо» (англ. «The Breaking of Bumbo») — художественный фильм, снятый британским режиссёром Эндрю Синклером по его одноимённой книге 1959 года. Фильм был впервые показан в Великобритании на киновыставке Cinema City Exhibition в сентябре 1970 года.

## Сюжет
Гвардейский прапорщик Бамбо и его новая подруга Сьюзи узнают о жизни в Лондоне и присоединяются к антивоенным демонстрантам.

## В ролях
- Ричард Уорик — Бамбо
- Джоанна Ламли — Сьюзи
- Наташа Пайн — Шила
- Джереми Чайлд — Билли